# 披针叶石韦
披针叶石韦（学名：Pyrrosia lanceolata）为水龙骨科石韦属下的一个种。

## 扩展阅读
- 維基物種上的相關：披针叶石韦